# High Line

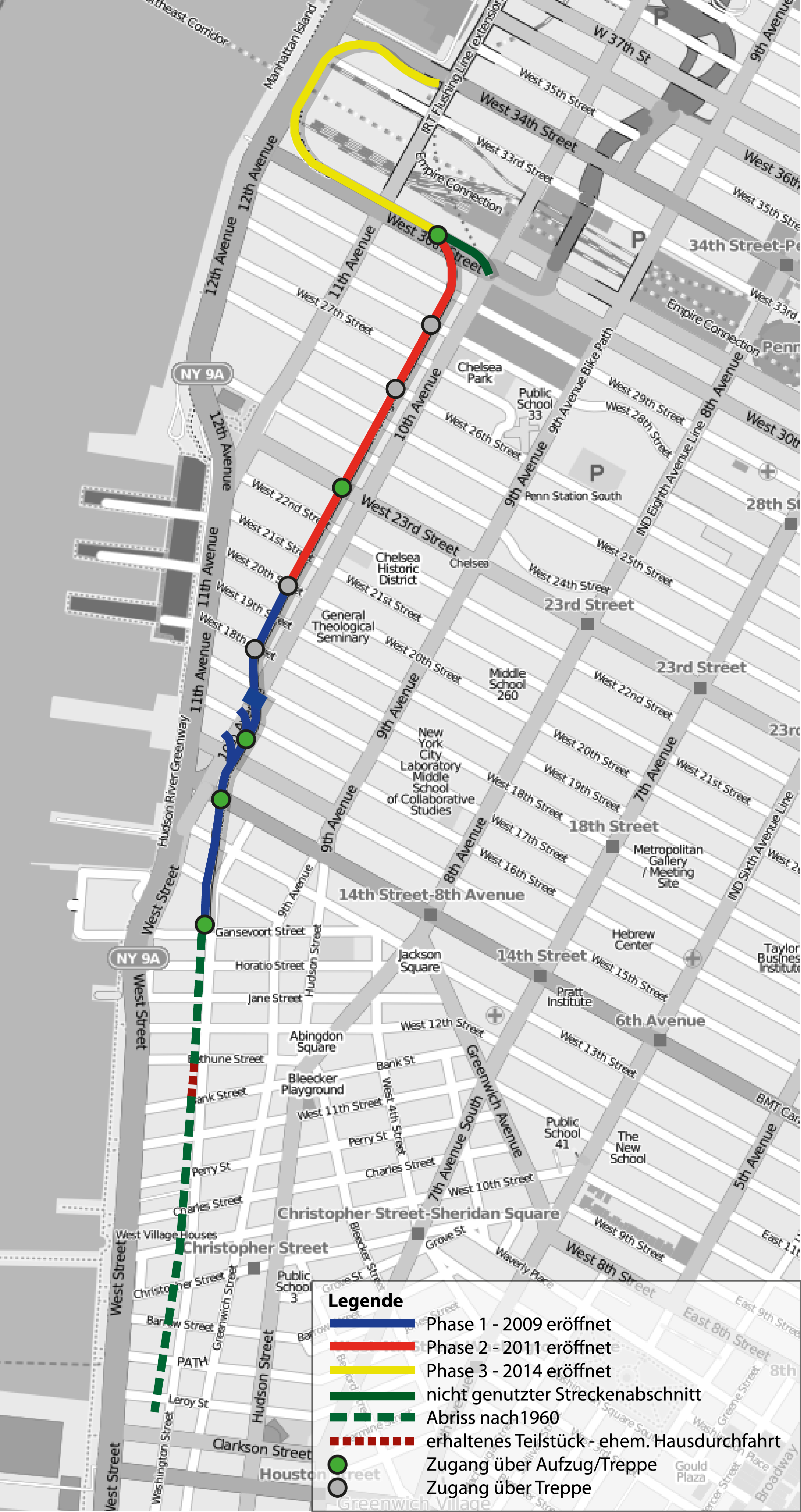
Mapa parku High Line (modře část z roku 2009, červeně z roku 2011 a žlutě z roku 2014)

High Line je 2,33 kilometrů dlouhý visutý park a greenway na bývalém kolejišti na ostrově Manhattanu v New Yorku. Jedná se o původní kolejiště z roku 1934, které bylo dlouhé celkem 21 km a 50 let se po něm dopravovaly různé produkty mezi zdejšími továrnami. Po jeho uzavření vznikly nápady na přebudování kolejiště na městský park. V roce 2003 byla vyhlášena první architektonická soutěž a první část byla otevřena v roce 2009. Druhá soutěž byla vyhlášena v roce 2007 a stavba byla otevřena v roce 2011. Třetí sekce byla postavena mezi roky 2012 až 2014. Místo se stalo oblíbeným jak pro zdejší obyvatele, tak pro turisty. V roce 2014 ho navštívilo 5 000 000 lidí.